# チョコベビー

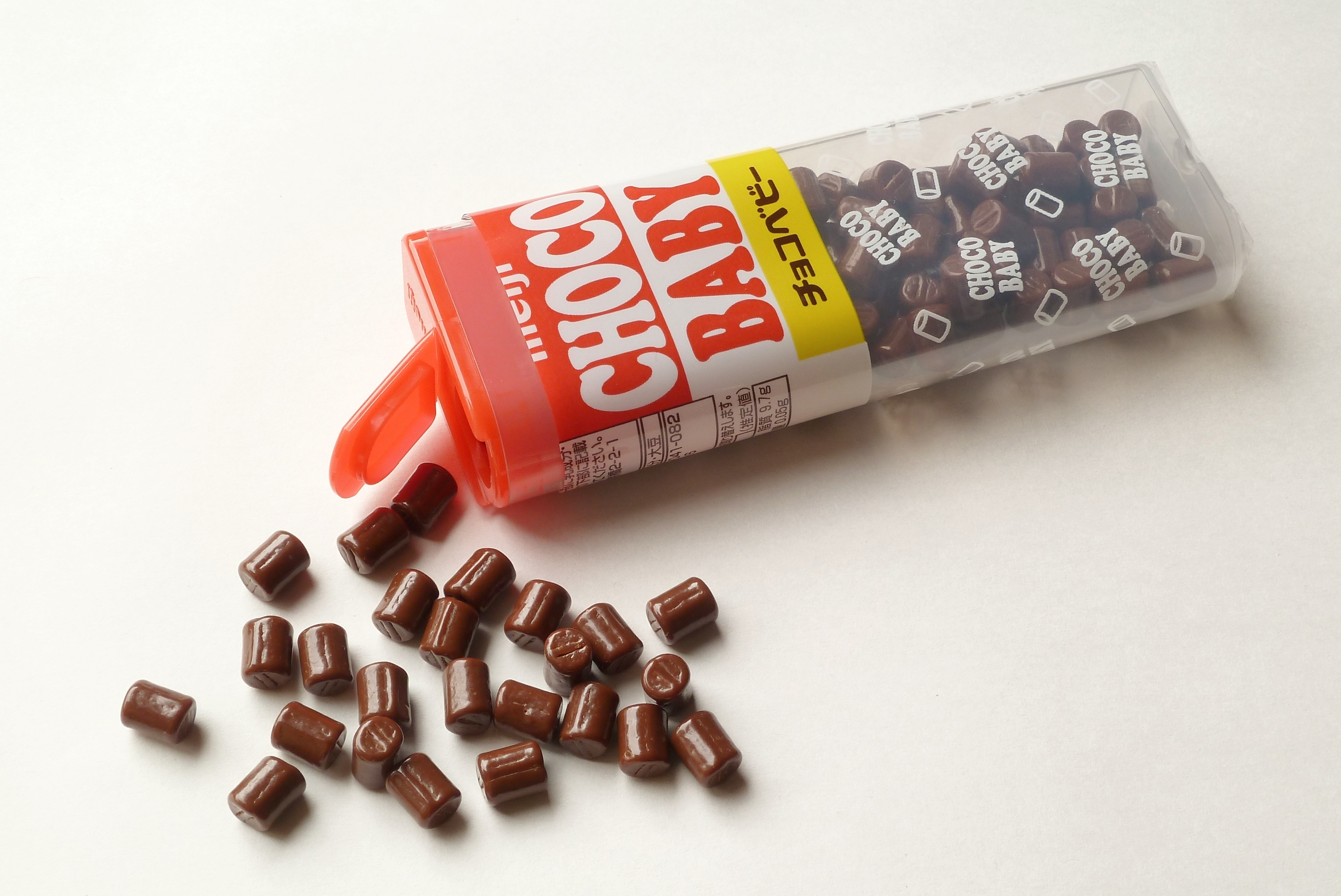
明治チョコベビー

チョコベビー (CHOCO BABY)は、株式会社明治から発売されている粒チョコレート。もとは明治製菓から発売されていた。発売開始から40年以上のロングセラー商品でもある。

## 概要
小さな円柱状の粒チョコレートがロッテのふーせんの実と同じような円筒状のケースに入って発売されている。赤いパッケージが特徴。マスコットはチョコレート色のくまさん（チディ・ベアとイディ・ベア）。市販されているものは32g入りの通常サイズと102g入りのジャンボサイズの2タイプがある。ジャンボサイズは、通常サイズの約3.4倍、同社板チョコレート(70g)の約1.6倍にもなる。

中には定型の粒以外に、円柱の中に星やスマイルマークが入った変わったものもある。これらは金太郎飴のように切っても中身は同じマークが続く。

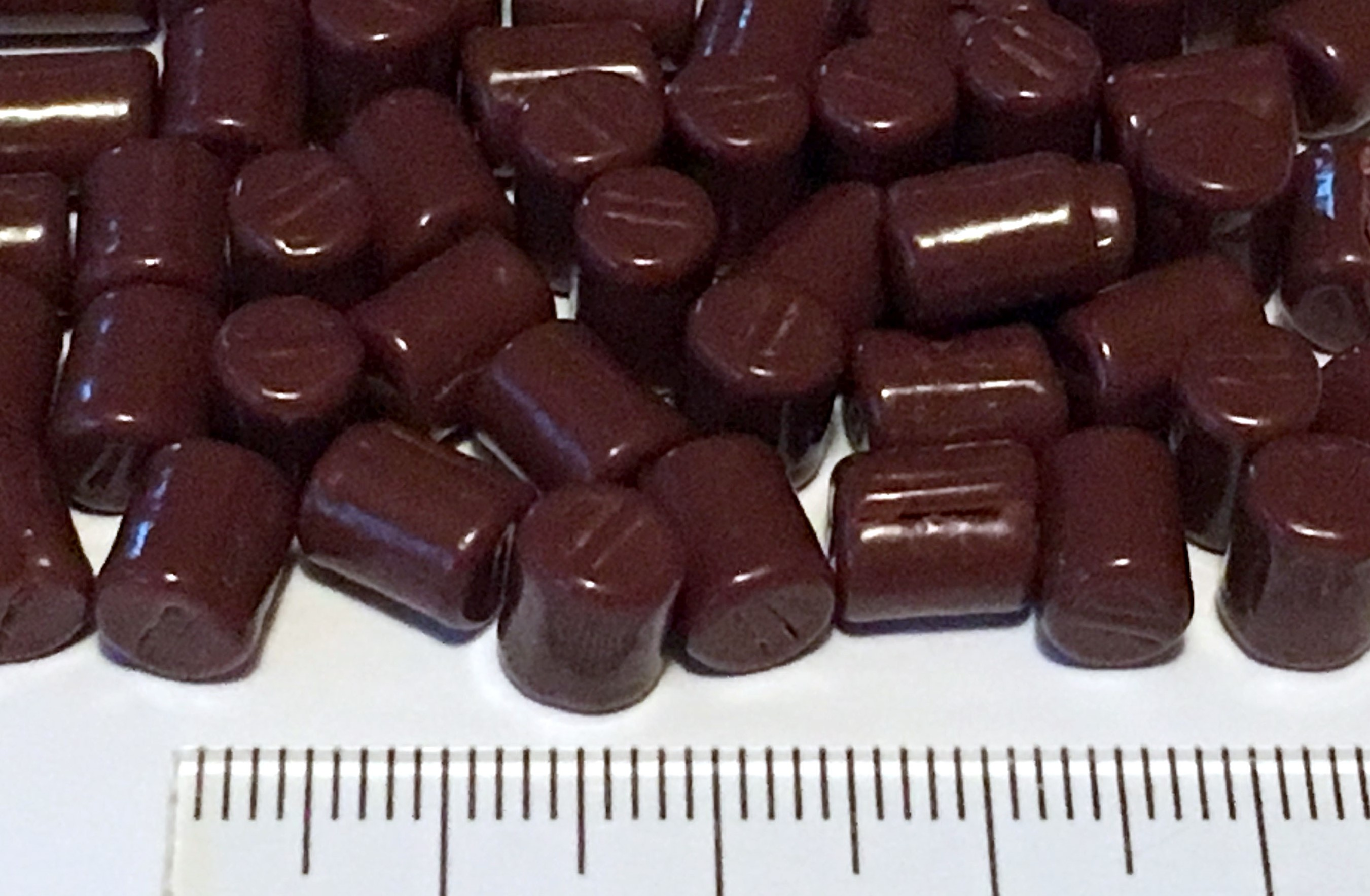

チョコベビーは、CMで「明治の小粒チョコ」として、アポロ、マーブルとともに3兄弟を形成する他に、明治が発売する、プチアソートの一員としてもパッケージされている。ちなみにプチアソートの他のメンバーは「マーブルいちご」「コーヒービート」「アポロ」「マーブル」で、チョコベビーはそのセンターを飾る。
本商品のパッケージに描かれているロゴはCooper Blackというフォントを採用。